# Les Tontons Dalton
Les Tontons Dalton est la cent dix-neuvième histoire de la série Lucky Luke. Écrite par Laurent Gerra et Jacques Pessis, dessinée par Achdé, elle est publiée pour la première fois du no 3976/77 au no 3991 du journal Spirou, puis en album le 24 octobre 2014 dans la collection Les Aventures de Lucky Luke d'après Morris, no 6. L'album est hommage au film culte de Georges Lautner, Les Tontons flingueurs.

## Résumé
Averell Dalton est choisi pour être le parrain d'Emmett Junior Dalton, fils de son cousin et d'une danseuse de saloon. 
Cette dernière confie l'éducation de l'enfant aux frères Dalton pendant qu'elle fait une tournée en France, avec Buffalo Bill. Lucky Luke est mandaté pour veiller sur la sécurité du gamin et pour s'assurer que les oncles ne tentent pas de voler la fortune de la famille, qui habite à Rupin City.

## Caricatures et clins d'œil

### Personnages caricaturés
De nombreux personnages sont des caricatures de personnalités réelles, dont, principalement, les acteurs du film Les Tontons flingueurs de Georges Lautner. Dans l'ordre d'apparition…
- Francis Blanche (film : Maître Folace), pour Maître Blanchini (planche 06+) ;
- Paul Mercey (film : Henri), pour le barman (planche 15) ;
- Robert Dalban (film : Jean, le majordome), pour Bobby le majordome (planche 18+) ;
- Bernard Blier & Jean Lefebvre (film : Raoul & Paul Volfoni), pour Raoul & Paulo Wolf, parents d'élèves (planche 33+ et plus discrètement avant, planches 15, 26 & 27) ;
- Lino Ventura (film : Fernand Naudin) et Venantino Venantini (film : Pascal), pour les gardiens armés dans la cour de la prison (planche 44). À propos de ces deux personnages, la gestuelle d'essuyage d'arme de poing est évocatrice du film.

D'autres « grandes gueules » jalonnent cet album, dont :  
- Dominique Strauss-Kahn, pour le client qui sort de l'hôtel Karl Town aux bras de deux ladies (planche 15) ;
- Marc Veyrat, pour le marmiton coiffé ad hoc (planche 44).